# 杜嘉德
杜嘉德（英語：Carstairs Douglas，1830年12月27日—1877年7月26日），語言學家，蘇格蘭長老會傳教士。
杜嘉德生於英國蘇格蘭倫弗魯郡Kilbarchan，父親是長老會的牧師，育有六子，杜嘉德為老么。1851年，杜嘉德從格拉斯哥大學畢業，進入愛丁堡大學神學院（ Divinity at the University of Edinburgh）深造，四年後完成神學課程。
1855年2月20日，杜嘉德被格拉斯哥馬太自由教會按立為蘇格蘭長老會牧師。3月，他被派往中國宣教，是蘇格蘭長老會抵華的宣教士，在閩南地區宣教二十多年，因此被不少人尊稱為“閩南使徒”。

## 傳教
1855年3月，杜嘉德與賓威廉（William C. Burns，《天路歷程》的漢譯者）同往香港，轉往上海，在旅途中，得到賓威廉指導， 6月到達廈門，開始其在閩南地區的宣教生涯。
1856年，他從廈門乘船前往安海（位於泉州晋江市安海镇）佈道，據《安海教會150專刊》記載：“福音初入安海，當地士紳極力抵制，起初禁止民眾租賃房屋給牧師，繼而禁止民眾與之交往，終且揚沙擲石，甚至全鎮二十四境士紳演戲宣示公禁、阻止傳道”。之後杜嘉德在咸德境向黃姓居地租得一房舍作為講堂，後因數次被人縱火搗毀而遷租玄壇宮後蔡宅書塾。至1860年才有鄭爽（安海更夫鴉片仙）、其弟鄭垣及施洗、吳江、陳強（戲班吹手）等人相繼受洗。鄭爽終生信基督教，歷任執事、長老及傳道。1866年，杜嘉德在安海建立泉州地區第一座堂會（繼廈門新街堂，為閩南的第二座堂會），並以此為據點發展到安溪、永春、南安和德化等地。此外，杜嘉德亦在漳州龍海等地宣教。
1858年，杜嘉德從寧波返回廈門途中，在台灣北部停航，但沒有登陸。
1860年9月19日，杜嘉德由廈門渡海到臺灣滬尾（淡水）和艋舺（萬華）探查，9月24日抵達淡水，他發現臺灣人大都能講廈門話，感到非常意外與興奮，他在日記上寫道：“這市鎮有疏疏落落的幾條長街，居民或有四五千人，確數多少，在短短幾天的訪問中，很難作正確的估計。我們還訪問過附近唯一的大市鎮艋舺。......整個地區為福建漳、廈一帶所遷來的移民，說的也是廈門話，而臺灣全島也以廈門話為普遍。......這是一個不平常的現象——跨過海峽，這裡仍舊通行著同樣的語言；在中國大陸，隔了一百哩，就使我們覺得言語不通了。因此，我們耳中似乎聽到一種強烈的呼召：‘到這裡來幫助我們’，直到上帝的福音在這裡發揚光大起來。”（節錄自董顯光《基督教在臺灣的發展》）此後，杜嘉德多次寫信給差會，要求派宣教士到臺灣。經過他的報導與呼籲，幾年之後，蘇格蘭長老會差派了馬雅各醫生到台宣教。
1864年10月，杜嘉德與馬雅各坐船抵打狗（高雄），在臺灣先行考察了三個多星期，探尋宣教的可能性，並步行到府城（台南）、埤頭（鳳山）。
1865年，杜嘉德陪同英國長老教會首位宣教士馬雅各從廈門抵台灣，5月28日由打狗登陸。起初幾個月，杜嘉德協助馬雅各傳教，渡過開創期。

## 編撰《廈英大辭典》
杜嘉德為了精通廈門當地語言以便傳教，抄錄並學習盧壹所編《廈門語字彙》，並向羅啻等宣教士請教。由於他頗有語言天賦，又刻苦學習，所以很快就能講一口標準流利的閩南語。杜嘉德在廈門時，牧養教會、教導學生，還經常不畏寒暑外出旅行佈道，有時乘著月夜趕路，動輒數十裡。即使在休假期間，他為了完成《廈英大辭典》的編撰，每天至少有八小時花在上面，因而其面貌較其實際年齡蒼老。
1873年，杜嘉德在廈門編撰了Chinese-English Dictionary Of Vernacular Or Spoken Language Of Amoy (中文名《廈英大辭典》或《廈門音漢英大辭典》)。為了編撰辭典，杜嘉德廣泛收集廈門話，每當聽到一個新的詞彙，他一定立刻記在筆記本上，反覆練習，直到能夠純熟掌握為止。廈門的三公會為了使辭典早日完成，派倫敦會的施約翰以及美國歸正會的打馬字牧師協助他，經過不懈的努力，《廈英大辭典》終於由倫敦的杜魯伯公司(Truber and Co.)出版，為此，杜嘉德獲得了母校所頒贈的博士學位。
《廈英大辭典》是第一部廈門話華英辭典，書的特色是全書無漢字，只用羅馬拼音，杜嘉德在序文裡說到，一者因為很多字找不出適當漢字，二者要利用假期在英國排印無法印出漢字，三者因他無法抽出時間在外埠（如上海）監印而作罷。由於杜嘉德在閩南地區宣教多年，熟悉不同地區的閩南話，因此書中指出了泉州話、漳州話與廈門話的差別，此書一出版立即成為所有學習閩南語者的必備書。
《廈英大辭典》出版以後經過將近半世紀之後，新科學用語、社會用語以及許多新字都不在這辭典裏面。為了適應時代的需要，1913年在台廈之同工們請巴克禮牧師作補遺的工作，巴克禮在廈門用了三、四個月編纂整理，而於1922年自英國休假回來以後立刻前往上海交商務印書館印刷。1923年，《廈英大辭典增補》（Supplement to Dictionary of the Vernacular or Spoken Language of Amoy）出版，序及說明5頁，辭典276頁，篇幅約有原著的二分之一。杜嘉德原著無漢字對照，但增補就有漢字；而其拼音方法盡可能與原著一致。因其資料蒐集完備、說明清晰詳盡，出版後立即受到普遍的歡迎。1970年台北古亭書屋將杜嘉德原著及巴克禮增補合訂重版，加題中文書名《廈英大辭典》。

## 對華宣教策略
1877年5月，來華的宣教土們在上海召開第一次不分宗派的福音會議，杜嘉德當選為英國教會主席。他在會上對幾十年來的宣教工作進行了反思，他認為“目前在中國傳福音的方式不當，有待各差會進一步努力與更有系統之合作，以便使福音能夠遍傳中國。他希望宣教士能吸取歷史教訓，不要再成為缺乏訓練與盲目行動的烏合之眾，更不可互相嫉妒與傾軋。”他強調來華宣教士的素質必須是第一流的，因為中國擁有博大精深的傳統文化，而中國人也是非基督教文明中最精明、最勤奮、教化最深、能力最強的民族。
巴克禮牧師和杜嘉德皆為格拉斯哥大學神學院校友，巴克禮1873年春天畢業。巴克禮晚年回憶提及：在我大學生涯裏，我沒有想到海外宣教，直到最後一年……有一天，院長杜喬治博士（Dr. George Douglas）的弟弟，就是廈門回來的杜嘉德牧師，來到學校招募前往中國的宣教師。……晚上院長邀了一些學生和杜嘉德牧師見面，當時杜牧師正從事廈門腔 漢英辭典出版的工作。他給我們看辭典的校對稿樣，我向他說看起來印得還不錯。他說：「是的！當你來到中國，相信你必會發現這字典有相當的用途」。以後他寫信勸我，立刻和他動身，不必再唸完神學課程，在中國宣教師的需要是迫切的……但我當時沒有答應他的建議（Band： Barclay of Formosa, P17~18）。杜嘉德的哥哥 George Cunninghame Monteath Douglas (1826–1904)是當時位於格拉斯哥的蘇格蘭自由教會神學院院長。
巴克禮於1875年抵台。

## 逝世
杜嘉德從上海回來廈門後不久，染上霍亂。1877年7月26日從清晨開始腹瀉不止，到了中午，他已病入膏肓，醫生束手無策，安慰他說：“不要太激動，你是個哲學家。”杜嘉德堅定地回答道：“不，我是個基督徒，”然後他重重的喘了一口氣，接看說：“在這時刻，基督徒要比哲學家好得多。”過了一會兒，他對一旁正在悲傷的信徒們安慰道：“惟有神的恩賜，在我們主基督耶穌裡，乃是永生。”（《羅馬書》第6章第23节参）下午5點許，杜嘉德逝世，享年47歲，埋葬在廈門鼓浪嶼。